# 捷連季伊夫
50°36′15″N 26°43′9″E / 50.60417°N 26.71917°E
捷連季伊夫（烏克蘭語：Терентіїв），是烏克蘭西北部的村莊，隸屬里夫內州的里夫內區。該村始建於1595年，面積1.3平方公里，海拔高度200米，2001年人口425，人口密度每平方公里327.9人。